# Louis Alexandre Marie Valon du Boucheron d’Ambrugeac
Louis Alexandre Marie de Valon du Boucheron d'Ambrugeac, 1er comte d’Ambrugeac (Paris, 30 octobre 1771 - Paris, 25 mars 1844) est un homme politique et militaire français.

## Biographie

### Vie privée
Il est issu d'une vieille famille noble du Bas-Limousin.
Il est le fils de Gabriel Louis de Valon du Boucheron, comte d'Ambrugeac (1732-1806) et de Louise Jeanne von Erlach (1740-1805).
Il a pour frère ainé Alexandre de Valon du Boucheron d'Ambrugeac, comte d'Ambrugeac (1770-1843).

### Vie publique
Il est reçu de minorité le 10 décembre 1771, à l'âge d'un mois, dans l'ordre de Saint-Jean de Jérusalem. Il entre en service dans la cavalerie en 1786, et en 1791, il émigre à Coblence. Il fait la campagne de 1792, dans l’armée des princes, puis celles de 1793 et 1794, dans le régiment des uhlans britanniques.
De retour en France en 1800, il reprend du service avec le grade de chef de bataillon et fait deux campagnes à l’armée d’Espagne dans le corps d'armée du maréchal Victor. Il se trouve au Siège de Cadix de 1810 à 1811, et il obtient son brevet de colonel en 1813. Napoléon le promeut eu 1813 commandant du 10e régiment de ligne.
Il est confirmé dans son grade lors de la Première Restauration, et il est fait chevalier de Saint-Louis le 19 juillet 1814. Il maintient son régiment dans les sentiments de fidélité au roi, et il fait partie de l’armée du Midi levée par le duc d’Angoulême en mars 1815. Les journaux du temps racontent, à ce propos, qu'au passage de la Drôme le 2 avril 1815, un bataillon de son régiment feint d'arborer le drapeau tricolore en signe d'union avec les soldats du 39e régiment de ligne, il les laisse approcher jusqu'à une demi-portée de fusil, et fait alors une décharge générale qui en tue un certain nombre.
Il est promu maréchal de camp le 5 avril 1815, et lors du retour des Bourbons, il prend le commandement de la 1re brigade de la 1re division d’infanterie de la Garde royale le 9 septembre 1815. Il est élu à la chambre des députés par le collège électoral du département de la Corrèze le 14 octobre 1816, et il est élevé au grade de commandeur de Saint-Louis le 30 septembre 1818.
Le 20 octobre 1818, il est réélu, et il siège à droite. Il s’exprime plusieurs fois à la tribune, sur les articles du budget, en faveur des sous-officiers et soldats retraités, et il est rapporteur du projet de loi sur le recrutement. Il intervient fréquemment dans la discussion du budget de la guerre ; enfin, à propos du projet de loi sur les salpêtres (session de 1818-1819) demande que, pour tout bâtiment français, le droit à l'importation du salpêtre soit de 70 francs. Il se prononce aussi pour les lois d'exception, ainsi que pour la nouvelle loi électorale. Il est fait commandeur de la Légion d’honneur le 1er mai 1821.
Réélu le 13 novembre 1822, par le 2e arrondissement électoral de la Corrèze (Ussel), il ne siège que jusqu'en 1823. Il est élevé au grade de grand-officier de la Légion d'honneur le 3 septembre 1823, à celui de lieutenant-général le 10 décembre 1823, et il est fait pair de France le 23 décembre suivant, à l’issue de la guerre d’Espagne, où il a commandé une partie de la Garde royale. En 1830, il prête le serment de fidélité à Louis-Philippe.
Il meurt le 25 mars 1844, à Paris.

## Famille
Il épouse, le 31 décembre 1805, Alexandrine Marie de Marbeuf (1784-1867), fille de Louis de Marbeuf, 1er marquis de Cargèse et de Catherine Antoinette Salinguerra de Gayardon de Fenoyl. Ils ont trois enfants.
- Marie de Valon du Boucheron d'Ambrugeac  (1806 - 1823), célibataire, sans enfants ;
- Laurence Marie de Valon du Boucheron d'Ambrugeac (8 septembre 1809 - 3 juin 1863) épouse Ernst Heinrich Fidel von Thuillières, 3e comte de Montjoye (22 août 1788 - 23 février 1855), dont descendance ;
- Louis Gustave Marie Charles de Valon du Boucheron d'Ambrugeac, 2e comte d'Ambrugeac (31 octobre 1816 - 15 août 1898) épouse Louise Thomine du Cambout du Coislin (1829 - 10 mars 1905), dont descendance.

## Distinctions

### Décorations françaises
- Grand officier de la Légion d'honneur (décret du 3 septembre 1823)
  -  Commandeur de la Légion d'honneur (décret du 1er mai 1821)
  -  Officier de la Légion d'honneur
  -  Chevalier de la Légion d'honneur
- Commandeur de l'Ordre royal et militaire de Saint-Louis (30 septembre 1818)
  -  Chevalier de l'Ordre royal et militaire de Saint-Louis (19 juillet 1815)